# Cerkev Marijinega varstva, Prihova
Romarska Cerkev Marijinega varstva  (v drugih virih Cerkev Matere božje, v tretjih Cerkev Marije vnebovzete) se nahaja na Prihovi ter je župnijska cerkev župnije Prihova. Glavni cerkveni oltar je med najlepšimi t. i. zlatimi oltarji v Sloveniji. 

## Zgodovina
Romarska cerkev Marijinega varstva na Prihovi se prvič omenja leta 1464 kot »Beatae Mariae zu Brihou«..
Cerkev sestavljajo dolga ladja, nekoliko ožji tristrani prezbiterij in zvonik, ki so ga prizidali leta 1557 ali 1562.  Najstarejši del cerkve je njen zahodni del, do 4-tega para obočnih nosilcev, iz druge polovice 15. stoletja. 

## Arhitektura
Okoli leta 1743 so podaljšali cerkveno ladjo, zgradili sedanji prezbiterij, prizidali pritlično zakristijo ter ogradili pevski kor. Takrat so tudi povečali glavni oltar in postavili vse štiri stranske oltarje. Ko so cerkev v baroku povečali, so ji dali tudi enoten videz, tako da se njena gotska zasnova, razen pri zvoniku, nikjer ne opazi.
Ker gre za veliko božjepotno cerkev, učinkuje njena zunanjščina mogočno, banjasto obokana notranjščina pa bogato, kar še dopolnjujejo Fantonijeve poznonazarenske freske iz let 1886-1887, z upodobitvami Marijinih praznikov.

### Oltarji
Cerkev slovi po svojih oltarjih. Prvotni glavni oltar v slogu nemške renesanse,  ki ga uvrščajo med najlepše t. i. zlate oltarje v Sloveniji, je bil zgrajen okoli leta 1660. Leta 1743 ga je povečal in mu dodal 10 baročnih kipov konjiški kipar in rezbar Franc Zamlik, ki je do leta 1750 dokončal tudi dva stranska oltarja od skupno štirih.  
Kip Marije zavetnice na osrednjem delu glavnega oltarja ima razprostrt plašč, pod katerim se v molitvi zbirajo predstavniki raznih stanov, na levi strani papež, škof, prelat, potem skupine škofov, redovnikov in redovnic ter kmet. Na desni so pod plaščem vitez, redovniki, ženske in ostalo ljudstvo. Na Marijini levici sedi Jezus, ki se z desnico oprijema materinega plašča. Dva manjša angela kronata Marijo, skupino pa obdajata še dva smejoča angela ter okrasno vzpenjajoča vinska trta. Osrednjo kiparsko skupino Marije zavetnice s plaščem v postnem in velikonočnem času prekriva slika križanja.
Župnijsko cerkev obdaja nekdanje pokopališko obzidje.

## Duhovna povezava zBaziliko Marije Snežne
V nedeljo, 30. maja 2010, je tedanji mariborski nadškof mons. dr. Franc Kramberger vodil somaševanje in slovesno razglasil odlok (reskript) Apostolske penitenciarije v Rimu, da je župnijska in romarska cerkev Marijinega varstva na Prihovi pridružena baziliki  Svete Marije Snežne v Rimu (it.: Basilica di Santa Maria Maggiore) z duhovno vezjo.
Nad vhodnimi vrati v cerkev je tako moč najti napisno ploščo, ki vsem romarjem služi kot zunanji dokaz duhovne sorodstvene vezi prihovške cerkve Marijinega varstva z baziliko Svete Marije Snežne v Rimu. 
Zaradi tega je mogoče na Prihovi na praznik Marijinega vnebovzetja po nauku Cerkve prejeti popolni odpustek. Bog pri spovedi odpušča grehe, vendar je kazen za greh potrebno odslužiti v tem življenju ali v vicah, popolni odpustek pa te kazni (po opravljeni spovedi) izbriše. Popolni odpustek se lahko prejme zase ali se ga daruje za rajne.
Pogoji za popolni odpustek: sv. spoved (lahko se jo opravi prej, na predvečer praznika in na praznik med slovesnim bogoslužjem), prejem sv. obhajila, udeležba pri bogoslužju, molitev – apostolska vera in po namenu sv. očeta (npr. očenaš …)